# Daniel Giménez
Daniel Gonzalo Giménez (né le 19 février 1977 à Moreno en Argentine) est un joueur de football argentin qui évoluait au poste d'attaquant.

## Biographie
Il termine co-meilleur buteur du tournoi d'ouverture du championnat d'Argentine de deuxième division en 2002, à égalité avec Diego Alberto Torres, inscrivant 13 buts.

## Palmarès
| Atlético de Rafaela - Championnat d'Argentine D2 (1) : - Champion : 2003 (Clôture). |  | Godoy Cruz - Championnat d'Argentine D2 (1) : - Champion : 2006 (Ouverture). - Meilleur buteur : 2002 (Ouverture) (13 buts). |